# Inkhundla Shiselweni I
L'Inkhundla Shiselweni I è uno dei quattordici tinkhundla del distretto di Shiselweni, nell'eSwatini.

## Geografia antropica

### Suddivisioni amministrative
L'Inkhundla è suddiviso nei 4 seguenti imiphakatsi: Dumenkungwini, Mabona, Mchinsweni, Zikhotheni.